# Comuna Lastivți, Camenița
Lastivți (în ucraineană Ластівці) este o comună în raionul Camenița, regiunea Hmelnîțkîi, Ucraina, formată din satele Isakivți, Lastivți (reședința) și Zbruci.

## Demografie
Componența lingvistică a comunei Lastivți
     Ucraineană (96,7%)
     Rusă (3,1%)
     Alte limbi (0,1%)
Conform recensământului din 2001, majoritatea populației comunei Lastivți era vorbitoare de ucraineană (96,7%), existând în minoritate și vorbitori de rusă (3,1%).